# Culto a la cabeza celta

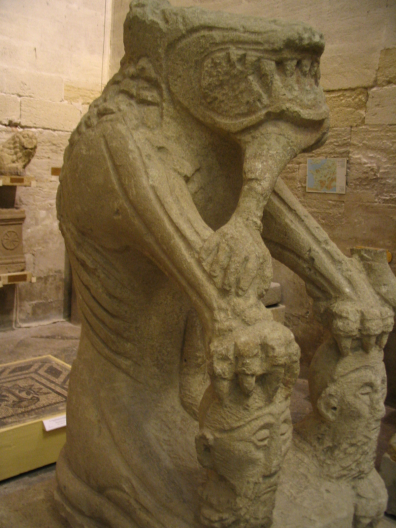
Un monstruo con dos têtes coupées, escultura galorromana.

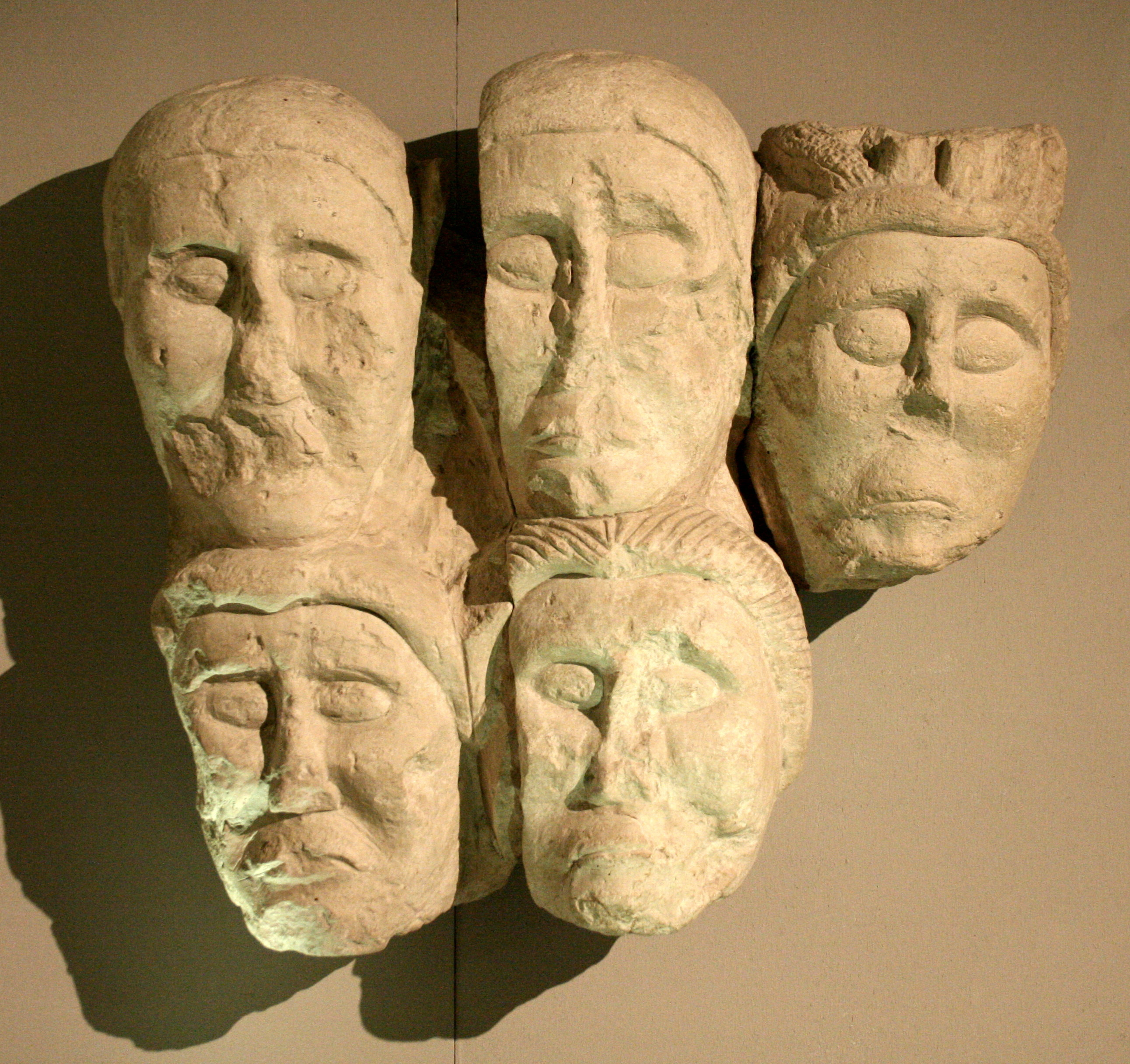
Cinco têtes coupées de Entremont.

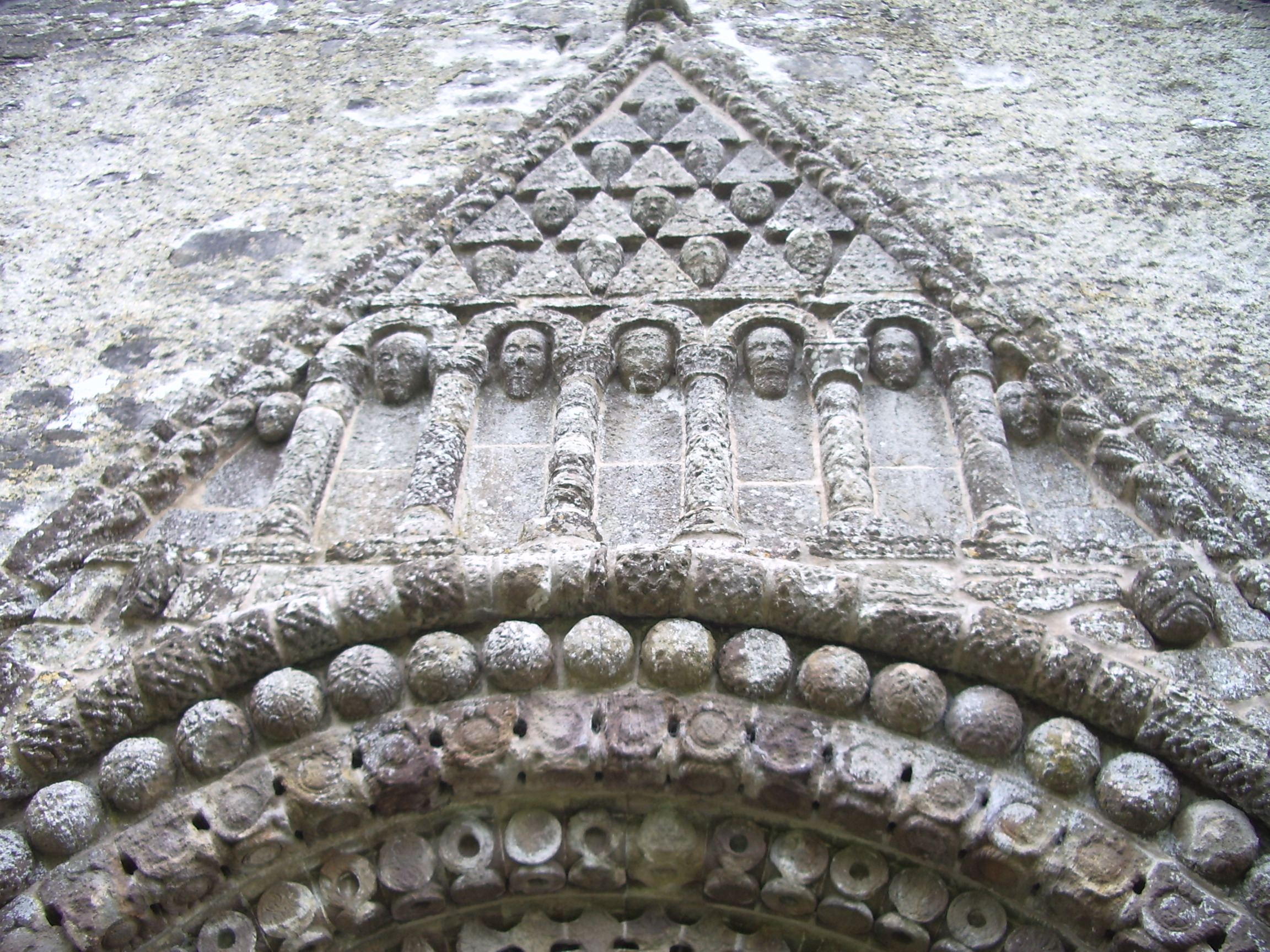
Detalle de la portada de Clonfert.

El culto a la cabeza celta, incluso el misticismo del cráneo o la fascinación del cráneo según los estudios celtas se refiere al culto de los celtas hacia las cabezas cortadas (têtes coupées  en francés; severed heads en inglés), artefactos que los arqueólogos encuentran dentro de un ritual de caza de cabezas basado en ideas místicas.

## El culto a la cabeza

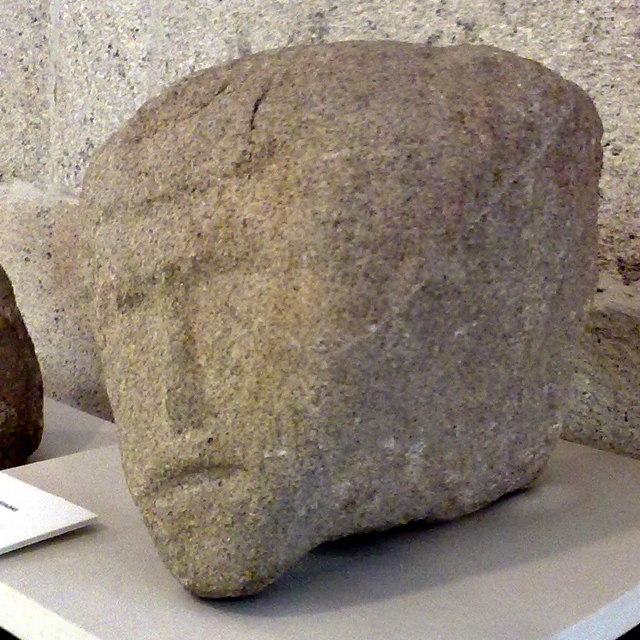
"Cabeza cortada" gallego-portuguesa, talla en piedra que puede estar relacionada con el culto a la cabeza celta.

La "fascinación del cráneo" de los celtas se basaba en la convicción de que con la cabeza cortada de un enemigo, por un lado, se posee su fuerza y su conocimiento, y por otro lado, el espíritu del muerto en el Otro Mundo se torna inofensivo. La cabeza, obviamente, se sitúa como pars pro toto para toda la personalidad material y espiritual, era el asiento del alma.
El historiador griego Diodoro Sículo informó en el siglo I a. C.: "Embalsaman las cabezas de sus enemigos más distinguidos y las guardan cuidadosamente en una caja, y cuando luego se la muestran a extraños, se jactan de mucho dinero, como uno de sus antepasados o su padre o incluso ellos mismos, esta cabeza no la habría regalado". 
En muchas tumbas celtas de la última época, la cabeza y el cuerpo fueron enterrados por separado. En Mont-Troté (Manre, en el departamento de las Ardenas) de alrededor de 90 esqueletos, 30 están decapitados; en los Lankhills, cerca de Winchester, la cabeza fue cortada post mortem y enterrada a los pies. No está claro si se trataba de caza de cabezas o decapitaciones rituales, posiblemente para "alejar" a los muertos e impedir el regreso de su espíritu vengativo.
A menudo se han encontrado fragmentos de cráneo en excavaciones entre restos de casas. Alisados y perforados, aparentemente se usaban como amuletos. Como ofrenda para toda la tribu, a veces se instalan estelas con têtes coupées reales o talladas en piedra en lugares de culto, como en Roquepertuse o Entremont. Investigaciones arqueológicas modernas han demostrado que los cráneos estaban incrustados por la parte interior de los pilares, es decir, "miraban" hacia el área de culto, y por lo tanto probablemente no tenían función protectora, sino que formaban parte del "misticismo del cráneo" como acto apotropaico. No se puede determinar si se trataba de cabezas de enemigos, personalidades carismáticas o sacrificios humanos. Para los cráneos de finales de la Edad del Hierro del Támesis, se está considerando una interpretación como vertido deliberado.
En la Irlanda cristianizada se pueden encontrar portales de iglesias y monasterios con têtes coupées talladas en piedra, un conocido ejemplo es la catedral románica de Clonfert (en irlandés: Cluain Fearta) en el este del condado de Galway.

## La caza de cabezas

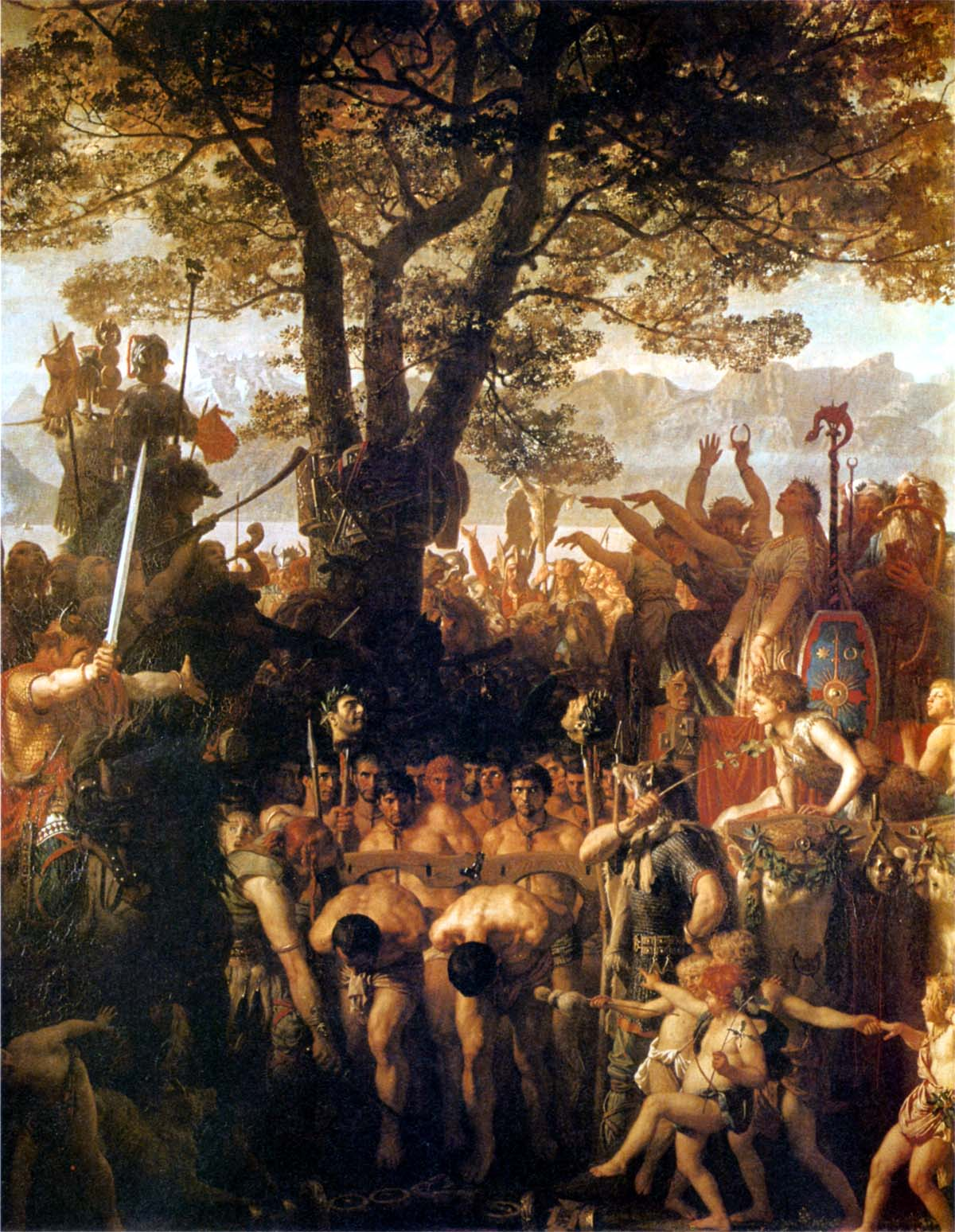
"Los helvecios obligan a los romanos a someterse al yugo" de Marc Charles Gabriel Gleyre (1806-1874).

Diodoro describe la caza de cabezas de los celtas: “Cortaron las cabezas de los enemigos caídos y las colgaron del cuello de sus caballos; pero entregan las armas ensangrentadas a sus sirvientes y las llevan como botín entre los gritos de guerra y los cánticos de triunfo". 
Un relato romano de la batalla de Clusium (295 a. C.) describe la caza de cabezas de los celtas senones - la última gran victoria gala en Italia: "Los cónsules sólo se dieron cuenta de la calamidad cuando los jinetes galos aparecieron a la vista con las cabezas empaladas en el cuello de sus caballos o en sus lanzas dirigidas unos a otros y cantaron sus habituales cánticos triunfantes." 
En Módena en 216 a. C. tropas auxiliares celtas de Aníbal, formadas por boios asesinaron al general romano Lucio Postumio, cuya calavera fue recubierta de oro y utilizada para libaciones en el santuario tribal.
Incluso en el momento de la Guerra de las Galias de Julio César, la caza de cabezas todavía se estilaba en la Galia. Un guerrero con una tête coupée en la mano está representado en una moneda del príncipe heduo Dúmnorix.
En la pintura del pintor suizo Charles Gleyre, a la manera de la pintura histórica del siglo XIX presenta la escena ocurrida en 107 a. C. por los Volcae-Tectosages del sur de la Galia, con legionarios conducidos bajo el yugo flanqueados por dos cabezas de centurión clavadas en postes.

## Mitología
En los mitos de los héroes celtas, la caza de cabezas es un topos de todas las leyendas. Los héroes se superan entre sí con sus relatos sobre la cantidad de cabezas capturadas, especialmente en la disputa por la parte del héroe. En la saga Scéla mucce Meic Dathó (“La historia del cerdo de Mac Dathó”), el guerrero de Connacht Cet mac Mágach pelea con Conall Cernach por la parte del héroe. Este, más débil finalmente cede, pero afirma que Conall seguramente temería al héroe Anlúan si estuviera presente.

"¡Pero él está aquí! gritó Conall, sacó la cabeza de Anlúan de su saco y la arrojó con tanta fuerza contra el pecho de Cet que una bocanada de sangre le salpicó los labios".

Después de la muerte de Conall, su enorme cráneo se conserva como reliquia, pero se lo lleva a Munster. Una profecía, sin embargo, dice que será devuelto al Úlster y que el Úlster perderá la "debilidad antes de la batalla" que se les dio como castigo si riegan del cráneo lleno de leche.
El cráneo enemigo capturado también juega un papel importante en los gessi (tabúes); Por ejemplo, Fothad Canainne siempre tenía que tener las cabezas de tres oponentes asesinados con él mientras bebía cerveza.
En el cuento Macgnímrada Con Culainn (“Las hazañas juveniles de Cú Chulainn”) se describe la llegada del más famoso guerrero del Úlster Cú Chulainn a Emain Macha: “[...] y es terrible. Tiene las cabezas ensangrentadas de sus enemigos en su carro".
A veces, las têtes coupées también se quedan atrás en el lugar de la batalla, como relata un viajero sobre la victoria de Cu Chulainn en el vado: “En medio del vado lo único que vio fue el palo bifurcado con cuatro cabezas en él, su sangre [....] en el río que fluía goteaba, y las marcas de los cascos de dos caballos y las marcas de un solo auriga y un solo guerrero que conducía hacia el este desde el vado“.  Solo después de derrotar a su antiguo hermano de armas Fer Diad, renuncia al trofeo de luto.
Un tipo especial de cuidado de los trofeos se muestra en las historias Cath Étair ("La batalla de Étar") y Aided Chonchobuir ("La muerte de Conchobar mac Nessa"). El cerebro de Mes Gegras es tomado de este rival decapitado por Conall Cernach, mezclado con cal, formando una bola y almacenado así: “Entonces saca el cerebro. Córtalo con tu espada, luego mézclalo con cal y forma una bola con él". 
Cuando el rey de Gales Bran el Bendito es asesinado y decapitado en Irlanda en la Segunda Rama del Mabinogi, sus seguidores se llevan la cabeza con ellos a Gales. Esta vive, les da consejos sobre cómo hacer frente a los peligros y finalmente es enterrada en la "Montaña Blanca" (Gwynvryn), probablemente la parte más antigua de la Torre de Londres, con vistas a Francia para que ningún desastre pueda venir del este.